# Schendelbeke
Schendelbeke est une section de la ville belge de Grammont dans le pays de la Dendre située en Région flamande dans la province de Flandre-Orientale. C'était une commune à part entière avant la fusion des communes de 1977.
Le village est situé le long de la Dendre. L'altitude varie de 20 à 40 mètres.

## Démographie

### Évolution démographique
- Sources : INS, Rem. : 1831 jusqu'en 1970 = recensements, 1976 = nombre d'habitants au 31 décembre[2].